# Žalm 66
Žalm 66 („Hlahol Bohu, celá země“) je biblický žalm. V překladech, které číslují podle Septuaginty, se jedná o 65. žalm. Žalm je nadepsán těmito slovy: „Pro předního zpěváka, žalmová píseň.“ Podle některých vykladačů toto nadepsání znamená, že žalm byl určen k ceremoniálnímu přednesu zkušeným zpěvákem za doprovodu hudby.